# 刘耕陶
刘耕陶（1932年5月6日—2010年2月27日），湖南双峰人，中国生化药理专家。

## 生平
1956年毕业于湘雅医学院。1995年当选为中国工程院院士。